# Erhard Busek
Erhard Busek (Viena, Alemania nazi, 25 de marzo de 1941 - 13 de marzo de 2022) fue un político austriaco del Partido Popular Austríaco (ÖVP). A lo largo de su carrera política, fue ampliamente considerado como uno de los líderes del ala liberal del partido. Fue coordinador de la Iniciativa Cooperativa del Sureste (SECI) y presidente del Instituto para la Región del Danubio y Europa Central.
Fue jefe del partido y vicecanciller de Austria en la coalición del Partido Socialdemócrata de Austria con el Partido Popular entre 1991 y 1995 y fue un importante reformador de las universidades austriacas . Desde enero de 2002 hasta junio de 2008, Busek se desempeñó como Coordinador Especial del Pacto de Estabilidad para el Sudeste de Europa, la última persona en ocupar el cargo.

## Biografía
Obtuvo su Doctorado en Derecho en la Universidad de Viena en 1963. Durante sus estudios, también se desempeñó como Presidente del Consejo de la Juventud de Austria. Era católico y fue boy-scout en su juventud.
Comenzó su carrera profesional en 1964 como asesor legal de la asociación de parlamentarios del Partido Popular Austriaco (ÖVP). Luego se desempeñó como Secretario General de la Federación Austriaca de Comercio (1968-1975). En 1975 fue nombrado secretario general del Partido Popular de Austria y fue elegido miembro del Consejo Nacional de Austria ese mismo año. Adquirió experiencia adicional en administración entre 1968 y 1976 mientras trabajaba en una editorial en el campo económico. En 1976 ingresó a la política municipal. Fue Concejal y fue elegido Teniente de Alcalde de Viena en 1978, cargo que ocupó hasta 1987. Fue nombrado Ministro de Ciencia e Investigación en abril de 1989. Desde 1994 hasta mayo de 1995 fue Ministro de Educación.
Fue elegido presidente del Partido Popular de Austria en 1991 y se desempeñó como vicecanciller de Austria en el gobierno del canciller Franz Vranitzky de 1991 a 1995. En este cargo, argumentó a favor del reconocimiento de la independencia de la República Socialista de Eslovenia. El gobierno perdió su mayoría de dos tercios en el Parlamento en las elecciones de 1994, lo que le dio un mayor apoyo a Jörg Haider, un líder de derecha conocido por sus discursos contra los inmigrantes. Sin embargo, tanto Vranitzky como Busek negociaron para continuar su coalición y llevar a Austria a la Unión Europea en 1995.
En el congreso del partido de abril de 1995, Wolfgang Schüssel asumió la presidencia del ÖVP y reemplazó a los ministros del partido en la coalición gobernante.
A principios de 2000, el canciller Wolfgang Schüssel nombró a Busek representante especial del gobierno austriaco para la ampliación de la UE. Ocupó ese cargo hasta diciembre de 2001. Desde enero de 2002 hasta junio de 2008, Busek fue el Coordinador Especial del Pacto de Estabilidad para el Sudeste de Europa, sucediendo a Bodo Hombach. Durante su tiempo en el cargo, presionó para que los países de los Balcanes Occidentales ingresaran en la UE antes de la adhesión de Turquía a la Unión.
En 2009, se desempeñó como asesor de la presidencia checa de la UE.